# Entropia
Entropia är det svenska progressiva metal-bandet Pain of Salvations första studioalbum. Det är ett konceptalbum om en familj i ett fiktivt samhälle som rivs isär av ett krig. Titeln är ett teleskopord av entropi, en term inom termodynamiken, och utopi, ett drömsamhälle. Detta är det enda albumet där Daniel Magdic, gitarr, medverkar. Albumet släpptes först av det japanska företaget Marques skivbolag Avalon i augusti 1997.
Albumet kan beskrivas som en blandning av progressiv metal. Medan albumet innehåller flera sektioner med metal, är det kanske ett av bandets funkigaste album och innehåller många långsamma låtar och passager.

## Låtlista
Prolog:
1. "! (Foreword)" – (6:11)
Del 1:
2. "Welcome to Entropia" – (1:22)
3. "Winning a War" – (6:33)
4. "People Passing By" – (9:07)
1. "Awakening"
1. "Daybreak"
2. "Midday"
2. "Memorials" (instrumental)
3. "Nightfall"
5. "Oblivion Ocean" – (4:43)
Del 2:
6. "Stress" – (5:01)
7. "Revival" – (7:39)
8. "Void of Her" – (1:46)
9. "To the End" – (4:57)
Del 3:
10. "Circles" – (0:55)
11. "Nightmist" – (6:49)
12. "Plains of Dawn" – (7:23)
Epilog:
13. "Leaving Entropia (Epilogue)" – (2:31)
- Den japanska versionen har en bonuslåt, "Never Learn to Fly".
- All musik är skriven av Daniel Gildenlöw förutom 1, 4 (del 2), 6, 7 och 9 av Daniel Gildenlöw och Daniel Magdic.

## Medverkande
Musiker (Pain of Salvation-medlemmar)
- Daniel Gildenlöw – sång, gitarr
- Daniel Magdic – gitarr, sång
- Fredrik Hermansson – keyboard
- Kristoffer Gildenlöw – basgitarr, sång
- Johan Langell – trummor, sång

Produktion
- Ander "Theo" Theander – Producent, ljudtekniker
- Anders Hansson – ljudtekniker
- Patrik Larsson – omslagskonst
- Johanna Iggsten, Roland Varga, Kristian Nordström – foto